# Ференц Шаш
Ференц Шаш (угор. Sas Ferenc, 16 серпня 1915, Будапешт — 3 вересня 1988, Буенос-Айрес), уроджений Ференц Зон, відомий в Аргентині як Франсіско Сон — угорський футболіст, що грав на позиції нападника, за «Хунгарію», «Бока Хуніорс» та «Архентінос Хуніорс», а також національну збірну Угорщини, у складі якої — срібний призер чемпіонату світу 1938 року.

## Клубна кар'єра
Народився у Будапешті в єврейській родині. Пізніше змінив єврейське прізвище Зон на угорське Шаш, що, зокрема, допомогло йому згодом отримати виклик до національної команди країни.
У дорослому футболі дебютував 1934 року виступами за команду клубу «Хунгарія», в якій провів чотири сезони, взявши участь у 84 матчах чемпіонату.  Більшість часу, проведеного у складі «Хунгарії», був основним гравцем атакувальної ланки команди.
Після прийняття в Угорщині низки антиєврейських законів 1938 року Ференц вирішив за краще залишити країну. Знайшов притулок в Аргентині, де 1939 року працевлаштувався у «Бока Хуніорс», а наступного року став у складі команди чемпіоном Аргентини.
Поступо втративши місце в основі «Боки», 1942 року став гравцем друголігового «Архентінос Хуніорс», у складі якого провів наступні три роки своєї кар'єри гравця. Завершував ігрову кар'єру у команді місцевої єврейської громади «Маккабі» (Буенос-Айрес), за яку виступав протягом 1945—1947 років.
Помер 3 вересня 1988 року на 74-му році життя у Буенос-Айресі.

## Виступи за збірну
1936 року дебютував в офіційних матчах у складі національної збірної Угорщини. Протягом кар'єри у національній команді, яка тривала 3 роки, провів у її формі 17 матчів, забивши 2 голи.
У складі збірної був учасником чемпіонату світу 1938 року у Франції, де взяв участь у чотирьох іграх, а команда здобула «срібло», лише у фіналі поступившись діючим чемпіонам світу Італії. На турнірі відзначився одним забитим голом, зробивши внесок у розгром збірної Швеції з рахунком 5:1 у півфіналі.

## Титули і досягнення
- Віце-чемпіон світу: 1938